# 35e Bataillon des services
Le 35e Bataillon des services  (35e Bn Svc) est une unité de logistique de la Première réserve de l'Armée canadienne des Forces armées canadiennes. Il fait partie du 35e Groupe-brigade du Canada au sein de la 2e Division du Canada dont elle soutient les unités de combat. Il a été créé en 1965 par l'amalgamation de six unités sous le nom de 55e Bataillon des services du Canada. Il fut renommé en 35e Bataillon des services du Canada en 2010 lors d'une réorganisation et il adopta son nom actuel en 2014.

## Histoire
Le 55e Bataillon des services du Canada a été créé le 1er janvier 1965 par l'amalgamation de six unités jusqu'alors distinctes. À la suite d'une réorganisation, il est renommé 35e Bataillon des services du Canada le 31 mars 2010. En 2014, il fut renommé en 35e Bataillon des services.[réf. nécessaire]